# Ann Mari Sjögren
Karin Ann Mari Sjögren, född 1 januari 1918 i Brunnby församling, Malmöhus län, död 11 juli 2010 i Raus församling, Skåne län, var en svensk sagoillustratör.
Hon växte upp i Nyhamnsläge, norr om Höganäs. Hon utbildade sig på Reklamkonstskolan i Stockholm och började arbeta på Hälsingborgs Litografiska, (senare Förlaget Kärnan) när de började publicera barnböcker. 
Sjögrens första större bok En dag i Älvriket kom ut 1948 och översattes till tio olika språk, däribland engelska (A Day in Fairy Land). I en amerikansk tidning sågs filmstjärnan Joan Crawford läsa den för sina fyra adoptivbarn. 
Hon har även arbetat som reklamtecknare och undervisat i målning, kroki och batik.
Sjögrens verk har publicerats i samlingsverk som The Art of Faery, The World of Faery av David Riché och 500 Fairy Motifs av Myrea Pettit. Riché hade till en början svårt att hitta henne, eftersom han letade efter en "Ana Mae Seagren", men med hjälp av ett tips kunde han finna Ann Mari Sjögren i Helsingborg 